# 田上自動車学校 (新潟県)
田上自動車学校（たがみじどうしゃがっこう）は、新潟県南蒲原郡田上町にある新潟県公安委員会指定自動車教習所。新潟通信機が運営している。

## 沿革
- 1964年（昭和39年）5月15日 - 教習所設立
- 1969年（昭和44年） - 田上自動車学校設立

## 免許
- 中型自動車
- 普通自動車
- 大型特殊自動車
- 大型自動二輪車
- 普通自動二輪車
- 小型自動二輪車

## 交通アクセス
- JR信越本線羽生田駅から徒歩7分